# مكتب البرلمان الأوروبي
مكتب البرلمان الأوروبي هو المسؤول عن الأمور المتعلقة بالميزانية والإدارة والتنظيم والموظفين. ويتألف من رئيس البرلمان الأوروبي إلى جانب جميع نواب الرئيس الأربعة عشر، وخمسة من القسطور (بصفة استشارية). يتم انتخابهم لمدة عامين ونصف (قابلة للتجديد) مع امتلاك الرئيس لصوت مرجح. عادة ما تجرى الانتخابات في بداية وفي منتصف كل دورة برلمانية.

## الأعضاء

### 2019-2022
| الرئيس      |                                           | التحالف التقدمي للاشتراكيين والديمقراطيين    | ديفيد ساسولي          | إيطاليا  |
|             |                                           |                                              |                       |          |
| نائب الرئيس |                                           | حزب الشعب الأوروبي                           | مايريد ماكجينيس       | أيرلندا  |
| نائب الرئيس | حزب الشعب الأوروبي                        | راينر فيلاند                                 | ألمانيا               |          |
| نائب الرئيس | حزب الشعب الأوروبي                        | أوتمار كرس                                   | النمسا                |          |
| نائب الرئيس | حزب الشعب الأوروبي                        | إيوا كوباتش                                  | بولندا                |          |
| نائب الرئيس | حزب الشعب الأوروبي                        | ليفيا جاروكا                                 | المجر                 |          |
| نائب الرئيس |                                           | التحالف التقدمي للاشتراكيين والديمقراطيين    | بيدرو سيلفا بيريرا    | البرتغال |
| نائب الرئيس | التحالف التقدمي للاشتراكيين والديمقراطيين | كاتارينا بارلي                               | ألمانيا               |          |
| نائب الرئيس | التحالف التقدمي للاشتراكيين والديمقراطيين | كلارا دوبريف                                 | المجر                 |          |
| نائب الرئيس |                                           | تجديد أوروبا                                 | ديتا شارانزوفا        | التشيك   |
| نائب الرئيس | تجديد أوروبا                              | نقولا بير                                    | ألمانيا               |          |
| نائب الرئيس |                                           | الخضر/التحالف الأوروبي الحر                  | هايدي هوتالا          | فنلندا   |
| نائب الرئيس | الخضر/التحالف الأوروبي الحر               | مارسيل كولاجا                                | التشيك                |          |
| نائب الرئيس |                                           | اليسار المتحد الأوروبي-اليسار الأخضر النوردي | ديميتريوس باباديموليس | اليونان  |
| نائب الرئيس |                                           | غير مرتبطين                                  | فابيو ماسيمو كاستالدو | إيطاليا  |
|             |                                           |                                              |                       |          |
| قسطور       |                                           | حزب الشعب الأوروبي                           | آن ساندر              | فرنسا    |
| قسطور       | حزب الشعب الأوروبي                        | ديفيد كاسا                                   | مالطا                 |          |
| قسطور       |                                           | التحالف التقدمي للاشتراكيين والديمقراطيين    | مونيكا بيتشوفا        | سلوفاكيا |
| قسطور       |                                           | تجديد أوروبا                                 | جيل بوير              | فرنسا    |
| قسطور       |                                           | المحافظون والإصلاحيون الأوروبيون             | كارول كارسكي          | بولندا   |

## النظام الداخلي للبرلمان الأوروبي
| « | المادة 22: واجبات المكتب 1. يضطلع المكتب بالمهام الموكلة إليه بموجب القواعد الإجرائية. 2. يتخذ المكتب القرارات المالية والتنظيمية والإدارية في الأمور المتعلقة بالأعضاء والتنظيم الداخلي للبرلمان وأمانته وأجهزته. 3. يتخذ المكتب قرارات بشأن المسائل المتعلقة بسير الجلسات. 4. يعتمد المكتب الأحكام المشار إليها في المادة 31 بشأن الأعضاء غير الملحقين. 5. يقرر المكتب خطة إنشاء الأمانة ويضع اللوائح المتعلقة بالوضع الإداري والمالي للمسؤولين وغيرهم من الموظفين. 6. يضع المكتب مسودة التقديرات الأولية للبرلمان. 7. يعتمد المكتب المبادئ التوجيهية الخاصة بالقسطور عملاً بالقاعدة 25. 8. يكون المكتب هو السلطة المسؤولة عن التصريح باجتماعات اللجان بعيدًا عن أماكن العمل المعتادة وجلسات الاستماع ورحلات الدراسة وتقصي الحقائق التي يقوم بها المقررون. وحيثما يتم التصريح بهذه الاجتماعات، يتم تحديد الترتيبات اللغوية على أساس اللغات الرسمية المستخدمة والمطلوبة من قبل الأعضاء والبدلاء في اللجنة المعنية. وينطبق الشيء نفسه في حالة الوفود، ما لم يتفق الأعضاء والبدلاء المعنيون على خلاف ذلك. 9- يعين المكتب الأمين العام عملاً بالمادة 197. 10- يضع المكتب قواعد التنفيذ المتعلقة بلائحة البرلمان والمجلس الأوروبي (المفوضية الأوروبية) رقم 2004/2003 بشأن اللوائح التي تحكم الأحزاب السياسية على المستوى الأوروبي والقواعد المتعلقة بتمويلها، وعند تنفيذ تلك اللائحة، يتولى المهام الممنوحة لها بموجب هذه القواعد الإجرائية. 11. يجوز للرئيس و / أو المكتب أن يعهد إلى عضو أو أكثر من أعضاء المكتب بمهام عامة أو محددة تقع ضمن اختصاص الرئيس و / أو المكتب. ويجب في نفس الوقت تحديد طرق ووسائل تنفيذها. 12. عند انتخاب برلمان جديد، يظل المكتب المنتهي ولايته في منصبه حتى الجلسة الأولى للبرلمان الجديد. | » |